# Hans-Georg Kempfert
Hans-Georg Kempfert (* 25. August 1945 in Meyenburg) ist ein deutscher Bauingenieur für Geotechnik. 

## Leben
Kempfert wuchs in Hamburg auf, besuchte dort die Realschule und war dann Matrose, wechselte aber bald zum Studium des Bauingenieurwesens an der Ingenieurschule Hamburg und der TU Berlin. Danach war er 1977/78 im Erd- und Grundbaulabor Baukontor Lübeck und 1978 bis 1981 im Ingenieurbüro Steinfeld in Hamburg. Anschließend wechselte er als wissenschaftlicher Angestellter zum Bundesbahn-Zentralamt München, wo er an geotechnischen Fragen der damals neu gebauten Hochgeschwindigkeitsstrecken Hannover-Würzburg und Mannheim-Stuttgart befasst war, woraus sich erste Veröffentlichungen ergaben, insbesondere zur Festen Fahrbahn. Er wurde an der Universität Dortmund promoviert (Zum Trag- und Verformungsverhalten von im Baugrund eingespannten, nahezu starren Gründungskörpern bei ebener und geneigter Geländeoberfläche). Seine Dissertation hatte zum Beispiel Anwendungen auf die Gründungsbemessung von Lärmschutzwänden. 
1987 wurde er Professor für Geotechnik an der Fachhochschule Konstanz. Dort gründete er auch ein eigenes Ingenieurbüro (Kempfert und Partner, mit Standorten in Würzburg, Konstanz, Hamburg) und wandte sich Gründungen und Baugruben in weichen Böden zu. 1995/96 war er Professor an der TU Hamburg-Harburg und ab 1996 Professor an der Universität Kassel.
Er befasst sich unter anderem mit Bauen in weichen Böden, Verhalten von Böden bei zyklischer Belastung, Pfahlgründungen und Geokunststoffen. In der Neuauflage der DIN 1054 bearbeitete er den Abschnitt Pfahlgründung und Verpreßanker.
Als beratender Ingenieur beriet er mit seinem Büro unter anderem bei den DB-Neubaustrecken Köln-Rhein/Main und Nürnberg-Ingolstadt (Geotechnik, Ausführungsplanung) und der Hochgeschwindigkeitsstrecke  Peking-Tianjin und bei der Erweiterung des Airbus-Geländes Hamburg-Finkenwerder.
Im Auftrag des Landgerichts Köln war Kempfert als Sachverständiger zur Ermittlung der Ursachen des Einsturzes des Kölner Stadtarchivs tätig.
Er war ab 1982 Mitglied und ab  2001 Obmann des Arbeitskreises Pfähle der Deutschen Gesellschaft für Geotechnik (DGGT) und gab deren Empfehlungen heraus. Seit 1983 war er Mitglied im Arbeitskreis Baugruben (EAB) der DGGT und außerdem im Arbeitskreis Sicherheit. 2002 bis 2008 war er im ISSMGE (International Society for Soil Mechanics and Geotechnical Engineering) Technical Committee TC36 Foundation Engineering in Difficult Soft Soil Condition.
Er ist Ehrenmitglied der DGGT und war 2002 bis 2010 in deren Vorstand.

## Schriften
- mit Marc Raithel: Bodenmechanik und Grundbau, 2 Bände, Berlin: Bauwerk, 2007, 2. Auflage 2009
- mit Marc Raithel: Geotechnik nach Eurocode, 2 Bände, Beuth, 4. Auflage 2015
- Herausgeber: Empfehlungen des Arbeitskreises Pfähle, Ernst, 2007, 2. Auflage 2012
- mit Berhane Gebreselassie: Excavations and Foundations in Soft Soil, Springer 2006
- mit Karl Josef Witt: Pfahlgründungen, in: Grundbau-Taschenbuch, Band 3,  7. Auflage, Ernst und Sohn 2009